# Armin Zöggeler
Armin Zöggeler (* 4. Januar 1974 in Meran) ist ein ehemaliger italienischer Rennrodler aus Südtirol. Er ist zweifacher Olympiasieger und sechsfacher Weltmeister im Einsitzer.

## Laufbahn

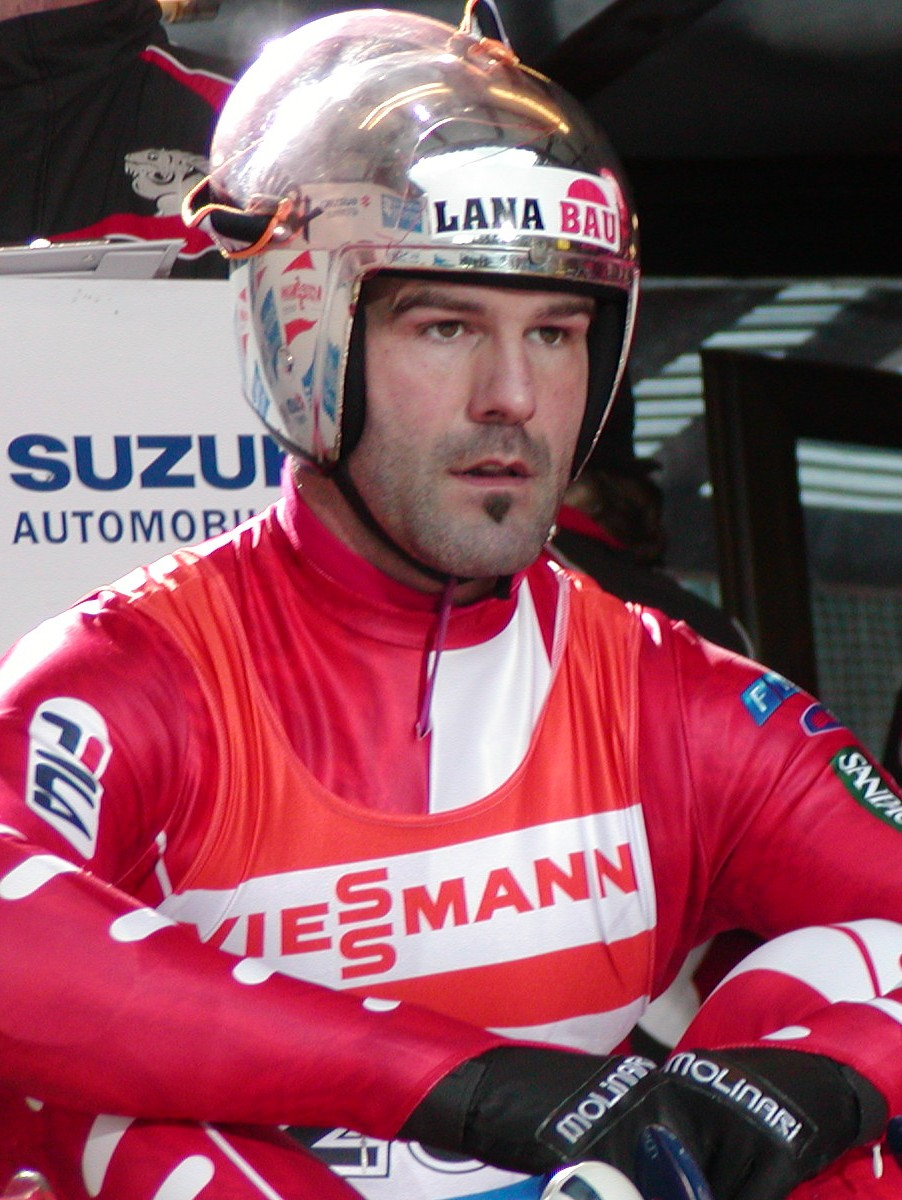
Armin Zöggeler am Start beim Rodel-Weltcup 2005 in Oberhof

Zöggeler begann bereits als kleiner Junge mit dem Rodeln. Als seine Entdeckerin gilt Brigitte Fink. Bereits im Alter von 14 Jahren wurde er Juniorenweltmeister. Obwohl bis zu den Olympischen Winterspielen 2006 in Italien keine homologierte Bob- und Rodelbahn vorhanden war, konnte er sich nach und nach an die Weltspitze heranarbeiten. Er wurde bei den Olympischen Spielen 2002 in Salt Lake City und 2006 in Turin jeweils Olympiasieger in seiner Disziplin.
Er ist (Sommerspiele eingeschlossen) der einzige Sportler weltweit, der bei sechs aufeinanderfolgenden Olympischen Spielen in einer Einzeldisziplin eine Medaille gewonnen hat, Gold (2002, 2006), Silber (1998) und Bronze (1994, 2010, 2014).
Bei Rennrodel-Weltmeisterschaften hat Zöggeler insgesamt zehn Medaillen im Einsitzer gewonnen: sechsmal Gold, dreimal Silber und einmal Bronze. Dazu kommen eine Silber- und zwei Bronzemedaillen im Teamwettbewerb. Weltmeister wurde er 1995, 1999, 2001, 2003, 2005 und 2011. Außerdem ist er dreifacher Europameister (2004, 2008 und 2014) im Einsitzer, zusätzlich holte er Gold mit dem Team 1994 und gewann zehn Mal den Gesamtweltcup: 1998, 2000, 2001, 2004, 2006, 2007, 2008, 2009, 2010 und 2011. Damit ist er gemeinsam mit dem österreichischen Rodler Markus Prock Rekordhalter betreffend Gesamtweltcupsiegen.
Am 30. November 2013 holte Zöggeler beim Rennen in Winterberg mit einem zweiten Rang den 100. Podestplatz seiner Laufbahn, nachdem er erstmals 1992 in Sigulda als Drittplatzierter auf dem Podest gestanden hatte. Am 26. Januar 2014 feierte er in Sigulda seinen 57. Weltcupsieg im Einsitzer, auch dies eine Rekordmarke. Bei den Olympischen Spielen in Sotschi gewann er Bronze. Danach beendete er seine Laufbahn als aktiver Sportler. Seitdem ist er Mitglied des Technikteams im italienischen Rodelverband FISI.
Seit 2018 ist Zöggeler Vizepräsident Technik Kunstbahn der Fédération Internationale de Luge de Course.

## Ehrungen und Privates
2002 wurde Zöggeler mit dem Verdienstorden der Italienischen Republik ausgezeichnet. 2010 wurde er zum achten Mal zum Südtiroler Sportler des Jahres gewählt. Für seine sportlichen Verdienste wurde er 2011 zum Maresciallo (Stabsfeldwebel) der Carabinieri ernannt. Am Rande der WM 2011 in Cesana wurde Zöggeler zum Ehrenbürger des Ortes ernannt. 2011 wurde von der La Gazzetta dello Sport zu Italiens Sportler des Jahres gewählt.
Zöggeler lebt in seinem Heimatort Völlan im Burggrafenamt und hat zwei Kinder, darunter die ebenfalls als Rennrodlerin aktive Nina Zöggeler. Zudem ist die Rodlerin Sandra Robatscher seine Nichte.

## Erfolge
- Olympische Spiele:
  - 1994:  Einzel
  - 1998:  Einzel
  - 2002:  Einzel
  - 2006:  Einzel
  - 2010:  Einzel
  - 2014:  Einzel

- Weltmeisterschaften:
  - 1993: 5. Platz Einzel
  - 1995:  Einzel  Team
  - 1996: 4. Platz Einzel  Team
  - 1997: 5. Platz Einzel  Team
  - 1999:  Einzel 8. Platz Einzel Team
  - 2000:  Einzel 5. Platz Einzel Team
  - 2001:  Einzel 4. Platz Einzel Team
  - 2003:  Einzel 5. Platz Einzel Teamstaffel
  - 2004: 4. Platz Einzel  Teamstaffel
  - 2005:  Einzel  Teamstaffel
  - 2007:   Einzel und Teamstaffel
  - 2008: 5. Platz Einzel 6. Platz Einzel Teamstaffel
  - 2009:  Einzel 4. Platz Einzel Teamstaffel
  - 2011:  Einzel
  - 2012:  Einzel 5. Platz Teamstaffel

- Gesamtweltcup:

| Saison    | Platz | Punkte |
| --------- | ----- | ------ |
| 1994/95   | 02.   | 0281   |
| 1995/96   | 02.   | 0141   |
| 1996/97   | 07.   | 0160   |
| 1997/98   | 01.   | 0193   |
| 1998/99   | 07.   | 0315   |
| 1999/2000 | 01.   | 0589   |
| 2000/01   | 01.   | 0700   |
| 2001/02   | 02.   | 0449   |
| 2002/03   | 03.   | 0452   |
| 2003/04   | 01.   | 0686   |
| 2004/05   | 05.   | 0477   |
| 2005/06   | 01.   | 0544   |
| 2006/07   | 01.   | 0815   |
| 2007/08   | 01.   | 0725   |
| 2008/09   | 01.   | 0786   |
| 2009/10   | 01.   | 0705   |
| 2010/11   | 01.   | 0765   |
| 2011/12   | 04.   | 0548   |
| 2012/13   | 04.   | 0549   |
| 2013/14   | 02.   | 0595   |

- Weltcupsiege:

| Nr. | Datum         | Ort            | Bahn                                              |
| --- | ------------- | -------------- | ------------------------------------------------- |
| 1.  | 15. Jan. 1995 | Oberhof        | Rennrodelbahn Oberhof                             |
| 2.  | 22. Jan. 1995 | Königssee      | Kombinierte Kunsteisbahn am Königssee             |
| 3.  | 12. Feb. 1995 | Sigulda        | Bob- und Rennschlittenbahn Sigulda                |
| 4.  | 19. Feb. 1995 | Altenberg      | Rennschlitten- und Bobbahn Altenberg              |
| 5.  | 21. Jan. 1996 | Königssee      | Kunsteisbahn Königssee                            |
| 6.  | 23. Nov. 1997 | Sigulda        | Bob- und Rennschlittenbahn Sigulda                |
| 7.  | 30. Nov. 1997 | Königssee      | Kunsteisbahn Königssee                            |
| 8.  | 8. Dez. 1997  | Lillehammer    | Bob- und Rennschlittenbahn Hunderfossen           |
| 9.  | 21. Dez. 1997 | Calgary        | Bob- und Rennschlittenbahn im Canada Olympic Park |
| 10. | 29. Nov. 1998 | Altenberg      | Rennschlitten- und Bobbahn Altenberg              |
| 11. | 13. Dez. 1998 | Sigulda        | Bob- und Rennschlittenbahn Sigulda                |
| 12. | 14. Nov. 1999 | Lillehammer    | Bob- und Rennschlittenbahn Hunderfossen           |
| 13. | 21. Nov. 1999 | Sigulda        | Bob- und Rennschlittenbahn Sigulda                |
| 14. | 28. Nov. 1999 | Altenberg      | Rennschlitten- und Bobbahn Altenberg              |
| 15. | 5. Dez. 1999  | Königssee      | Kunsteisbahn Königssee                            |
| 16. | 12. Dez. 1999 | Calgary        | Bob- und Rennschlittenbahn im Canada Olympic Park |
| 17. | 26. Nov. 2000 | Sigulda        | Bob- und Rennschlittenbahn Sigulda                |
| 18. | 20. Dez. 2000 | La Plagne      | Piste de La Plagne                                |
| 19. | 21. Jan. 2001 | Altenberg      | Rennschlitten- und Bobbahn Altenberg              |
| 20. | 11. Feb. 2001 | Park City      | Bobbahn Park City                                 |
| 21. | 25. Nov. 2001 | Lake Placid    | Olympia-Bobbahn Lake Placid                       |
| 22. | 30. Nov. 2002 | Calgary        | Bob- und Rennschlittenbahn im Canada Olympic Park |
| 23. | 16. Nov. 2003 | Sigulda        | Bob- und Rennschlittenbahn Sigulda                |
| 24. | 23. Nov. 2003 | Altenberg      | Rennschlitten- und Bobbahn Altenberg              |
| 25. | 21. Dez. 2003 | Lake Placid    | Olympia-Bobbahn Lake Placid                       |
| 26. | 1. Feb. 2004  | Königssee      | Kunsteisbahn Königssee                            |
| 27. | 20. Nov. 2005 | Cesana         | Cesana Pariol                                     |
| 28. | 17. Dez. 2005 | Lake Placid    | Olympia-Bobbahn Lake Placid                       |
| 29. | 7. Jan. 2006  | Königssee      | Kunsteisbahn Königssee                            |
| 30. | 15. Jan. 2006 | Innsbruck-Igls | Olympia Eiskanal Igls                             |
| 31. | 19. Nov. 2006 | Cesana         | Cesana Pariol                                     |
| 32. | 2. Dez. 2006  | Park City      | Bobbahn Park City                                 |
| 33. | 16. Dez. 2006 | Nagano         | Nagano City Bobsleigh and Luge Park               |
| 34. | 21. Jan. 2007 | Altenberg      | Rennschlitten- und Bobbahn Altenberg              |
| 35. | 11. Feb. 2007 | Winterberg     | Bobbahn Winterberg                                |
| 36. | 18. Feb. 2007 | Sigulda        | Bob- und Rennschlittenbahn Sigulda                |
| 37. | 17. Nov. 2007 | Lake Placid    | Olympia-Bobbahn Lake Placid                       |
| 38. | 16. Dez. 2007 | Innsbruck-Igls | Kunsteisbahn Bob-Rodel Igls                       |
| 39. | 3. Feb. 2008  | Altenberg      | Rennschlitten- und Bobbahn Altenberg              |
| 40. | 15. Feb. 2008 | Sigulda        | Bob- und Rennschlittenbahn Sigulda                |
| 41. | 14. Dez. 2008 | Winterberg     | Bobbahn Winterberg                                |
| 42. | 4. Jan. 2009  | Königssee      | Kunsteisbahn Königssee                            |
| 43. | 11. Jan. 2009 | Cesana         | Cesana Pariol                                     |
| 44. | 25. Jan. 2009 | Altenberg      | Rennschlitten- und Bobbahn Altenberg              |
| 45. | 15. Feb. 2009 | Calgary        | Bob- und Rennschlittenbahn im Canada Olympic Park |
| 46. | 21. Nov. 2009 | Calgary        | Bob- und Rennschlittenbahn im Canada Olympic Park |
| 47. | 29. Nov. 2009 | Innsbruck-Igls | Kunsteisbahn Bob-Rodel Igls                       |
| 48. | 9. Jan. 2010  | Winterberg     | Bobbahn Winterberg                                |
| 49. | 30. Jan. 2010 | Cesana         | Cesana Pariol                                     |
| 50. | 4. Dez. 2010  | Winterberg     | Bobbahn Winterberg                                |
| 51. | 11. Dez. 2010 | Calgary        | Bob- und Rennschlittenbahn im Canada Olympic Park |
| 52. | 18. Dez. 2010 | Park City      | Bobbahn Park City                                 |
| 53. | 6. Jan. 2011  | Königssee      | Kunsteisbahn Königssee                            |
| 54. | 19. Feb. 2011 | Sigulda        | Bob- und Rennschlittenbahn Sigulda                |
| 55. | 9. Feb. 2013  | Lake Placid    | Olympia-Bobbahn Lake Placid                       |
| 56. | 14. Dez. 2013 | Park City      | Bobbahn Park City                                 |
| 57. | 26. Jan. 2014 | Sigulda        | Bob- und Rennschlittenbahn Sigulda                |

| Nr. | Datum         | Ort         | Bahn                               |
| --- | ------------- | ----------- | ---------------------------------- |
| 1.  | 17. Dez. 2005 | Lake Placid | Olympia-Bobbahn Lake Placid        |
| 2.  | 6. Jan. 2012  | Sigulda     | Bob- und Rennschlittenbahn Sigulda |

## Schriften
- Armin Zöggeler, Simone Battaggia, Karin Fleischanderl: Mein Leben im Eiskanal. Folio, Wien/Bozen 2016, ISBN 978-3-99037-064-3.